# جون فوکویاما
جون فوکویاما (انگلیسی: Jun Fukuyama؛ زادهٔ ۲۶ نوامبر ۱۹۷۸) صداپیشه، و خواننده اهل ژاپن است. وی از سال ۱۹۹۷ میلادی تاکنون مشغول فعالیت بوده‌است.